# 金赛 (阿拉巴马州)
金赛（英文：Kinsey），是美国阿拉巴马州下属的一座城市。面积约为12.1平方英里（约合31.34平方公里）。根据2010年美国人口普查，该市有人口2,198人，人口密度为181.62/平方英里（约合70.13/平方公里）。